# 168 (število)
168 (stó oseminšéstdeset) je naravno število, za katero velja 168 = 167 + 1 = 169 - 1. Hkrati je vsota 4 zaporednih praštevil: 37 + 41 + 43 + 47.

## V matematiki
- sestavljeno število.
- Zumkellerjevo število.
- število povezav Ljubljanskega grafa.